# VEB Spurenmetalle Freiberg
Der VEB Spurenmetalle Freiberg (1957–1990) war ein strukturbestimmendes Unternehmen der Siliziumproduktion für die DDR-Mikroelektronik. Nach der politischen Wende in der DDR gingen aus den Geschäftsfeldern des Betriebes unter anderem SolarWorld Freiberg, Siltronic Freiberg und FCM hervor.

## Geschichte

### Gründung
Durch die Teilung Deutschlands nach dem Zweiten Weltkrieg wurden viele Rohstoff- und Warenströme des früheren Deutschen Reiches schrittweise gekappt. Um dem Mangel an seltenen, aber für technische Prozesse wichtigen Elementen in der DDR-Wirtschaft zu mildern, wurde 1949 das „Forschungsinstitut für Nichteisenmetalle“ (FNE) in Freiberg gegründet, aus dem am 1. April 1957 der „VEB Spurenmetalle Freiberg“ (SMF) hervorging, der der Vereinigung Volkseigener Betriebe NE-Metallurgie unterstellt wurde.

### 1957–1971
Der Betrieb versuchte zunächst, gemeinsam mit der Bergakademie Freiberg Lagerstätten für seltene Elemente und Stoffe auf dem DDR-Territorium zu erschließen, wandte sich aber dann zunehmend Recyclingprozessen zu, um Werkstoffe wie Germanium, Titan, Zirkonium, Gallium, Arsen, Phosphor und Indium aus Abfallprodukten zu gewinnen. Diese benötigte die Industrie unter anderem für die Stahllegierung und den noch jungen Elektronikbau. Als Professor Werner Hartmann 1961 in Dresden die „Arbeitsstelle für Molekularelektronik Dresden“ (AMD) gründete, markierte dies den – zunächst noch zaghaften – Einstieg der DDR in die Mikroelektronik und die Siliziumtechnologien. Damit verschob sich auch der Fokus des VEB Spurenmetalle Freiberg mehr und mehr zum ostdeutschen Monopolhersteller von Wafer-Scheiben auf Silizium- und Germaniumbasis. Zulieferer dafür war das 40 Kilometer weiter nördlich gelegene Chemiewerk Nünchritz. Die Kristallzüchtungsanlagen wurden teils unter Umgehung der Embargo-Bestimmungen aus Westdeutschland bezogen. Auch die mechanischen Prozesse (Sägen und Polieren der Scheiben) integrierte der Betrieb schrittweise. Im Zuge der Neuausrichtung auf Elektroniksilizium verzehnfachte sich die Mitarbeiterzahl nahezu (1957: 35 Beschäftigte, 1964: 321 Beschäftigte).

### 1971–1989
Der Machtwechsel von Walter Ulbricht zu Erich Honecker an der SED-Spitze im Jahr 1971 und die damit verbundene temporäre Abkehr von Ulbrichts Technologie- und Investitionskurs beeinflussten den VEB Spurenmetalle nicht nachhaltig. Personalausstattung, Forschungsausgaben und Produktionsausstoß stiegen auch in der ersten Hälfte der 1970er Jahre weiter deutlich an. 1970 schlug die Wirtschaftsführung den Betrieb dem Kombinat Halbleiterwerk Frankfurt (Oder) zu, ordnete ihn aber schon zwei Jahre später dem Kombinat Mikroelektronik Erfurt zu. Im selben Jahr nahm Freiberg auch die Produktion von Gallium-Arsenid-Wafern auf, dieses teurere Alternativ-Halbleitermaterial wurde insbesondere vom Militär nachgefragt. Im Zuge der SED-Mikroelektronikbeschlüsse 1977 fuhr man in Freiberg auch die Siliziumproduktion deutlich hoch, neue Produktionsstätten gingen 1981 und – an einem neuen Standort im Süden Freibergs – 1986 in Betrieb. Doch auch diese Erweiterungen reichten nicht aus, um den wachsenden Siliziumhunger der Mikroelektronikindustrie in der DDR und im ganzen Ostblock zu stillen. Mit 100 bis 120 Tonnen Polysilizium pro Jahr stießen die Kapazitäten in Freiberg an ihre Grenzen. Daher wurde ab 1986 auf eine zentrale Entscheidung in Berlin hin der Bau eines neuen Reinstsiliziumwerkes in Dresden-Gittersee begonnen. Es sollte im Endausbau ab 1993 bis zu 7500 Tonnen Reinstsilizium herstellen. Dieses Projekt stieß wegen erheblicher Umweltrisiken zwar auf Bürgerproteste in Dresden, wurde aber erst mit dem Zusammenbruch der DDR 1989/90 eingestellt.
In Freiberg wurden die Siliziumbetriebe derweil weiter ausgebaut. 1982 überschritt die Belegschaft im VEB Spurenmetalle die 1000er Grenze, bis 1989 wuchs die Personalstärke auf rund 1800 Mitarbeiter.
Personalstärke VEB Spurenmetalle bzw. FEW
| Jahr        | 1957 | 1968 | 1982 | 1989 | 1991 | 1995 |
| ----------- | ---- | ---- | ---- | ---- | ---- | ---- |
| Mitarbeiter | 35   | 504  | 1014 | 1768 | 586  | 290  |

### Ab 1990
Zum Zeitpunkt der politischen Wende war der VEB Spurenmetalle – auch durch illegale Anlagenimporte aus dem Westen – technologisch zwar halbwegs auf dem Stand der Zeit, verursachte aber hohe Produktionskosten und erreichte nicht die Ausbeute und Qualität des westdeutschen Konkurrenten Wacker Burghausen. Zudem fielen auch nahezu alle Stammkunden weg, als die DDR-Mikroelektronikindustrie schrittweise stillgelegt wurde.
Am 30. Juni 1990 wurde der VEB Spurenmetalle in die „Freiberger Elektronikwerkstoffe Produktions- und Vertriebsgesellschaft mbH“ (FEW) umgewandelt und einen Tag später der Treuhandanstalt Berlin unterstellt. Formal blieb sie eine Tochter der „PTC Elektronik AG Erfurt“, der Nachfolgerin des Kombinats Mikroelektronik. 1991 übernahm FEW unter staatlicher Vermittlung die Galliumarsenid-Anlagen von Wacker Burghausen. Im Folgejahr kaufte die „Horst Plaschna Management GmbH“ (HPMKG) den Freiberger Betrieb. Wegen anhaltender Verluste wurde das Unternehmen in den Folgejahren aufgeteilt:
Am 1. August 1994 übernahm Bayer die kleine Solarsparte. „Bayer Solar Freiberg“ wurde 1999 an die SolarWorld (Bonn) weiterverkauft. In den Folgejahren investierte SolarWorld rund eine Milliarde Euro in Freiberg und baute das Werkgelände im Freiberger Süden zu ihrem zentralen Produktionsstandort für Solarzellen, -module und weitere Aktivitäten aus. 2011 beschäftigte SolarWorld rund 1800 Mitarbeiter in Freiberg.
Im August 1995 kaufte die israelische Federmanngruppe die Gallium-Arsenid-Waferfertigung von FEW. Dieses Unternehmen firmiert seitdem als Freiberger Compound Materials GmbH (FCM). Seit 2011 baut die FCM auch eine Gallium-Nitrid-Waferfertigung in Freiberg auf. Bis 2011 wuchs die Belegschaft auf rund 280 Mitarbeiter.
Ab dem 1. Januar 1996 integrierte die Wacker Siltronic das FEW-Kerngeschäft, die Elektroniksiliziumproduktion. In den Folgejahren baute Siltronic die Freiberger Fabriken zu einem der größten Waferproduzenten Europas mit etwa 1100 Beschäftigten (2011) aus.

### Bedeutung des Unternehmens
Bis 1989 war der VEB Spurenmetalle Freiberg der mit Abstand größte Lieferant von Silizium- und Germanium-Wafern für die DDR-Mikroelektronik und damit ein strukturbestimmender Betrieb der ostdeutschen Wirtschaft. Nach der politischen Wende gingen aus dem Betrieb drei ebenfalls strukturbestimmende Unternehmen des Technologiedreiecks Dresden-Freiberg-Chemnitz („Silicon Saxony“) hervor, die im Jahr 2011 insgesamt 3100 Mitarbeiter beschäftigen. Schätzungsweise weitere 4700 Stellen hängen bei regionalen Zulieferern und Kunden an diesen Leitunternehmen.